# 林信夫
林 信夫（はやし のぶお、1946年- ）は大阪府生まれの編集者、イベント・プロデューサー。
「21世紀ディレクターズユニオン」代表。「日本コナモン協会」理事。

## 経歴
大学在学中の1971年、「プレイガイドジャーナル」に参加。1972年に同志社大学文学部国文学科卒業。同年に二代目編集長となり、1976年までつとめる。
主に演芸欄を担当。香川登志緒に目をかけられて「同時代芸人」という連載を行い、まだ無名の笑福亭鶴瓶にインタビューするなどした。
また、劇団黒テント、つかこうへい劇団、東京ヴォードヴィルショーなどの演劇公演、映画『ガキ帝国』（井筒和幸監督）『唐獅子株式会社』（監督曽根中生）のプロデューサーとしても活動。
1983年、企画・プロデュース集団「21世紀ディレクターズユニオン」を設立、代表に就任。「大阪市政100周年記念式典」、大阪府立青少年文化施設「プラネットステーション」、花博ランドスケープオペラ「ガイア」などをプロデュース。「花博」では作家の小松左京と共同作業を行い、「小松組」の一員としても知られている。
その他、2000年に大阪府堺市が中心となって開催された「世界民族芸能祭」、2001年の「ロボフェスタ関西」の総合プロデューサーも担当している。